# تانامیگرن
تانامیگرن (به انگلیسی: TANAMIGRAIN)
رده درمانی: داروهای گیاهی
اشکال دارویی: قرص

## موارد مصرف
کپسول تانا میگرن به عنوان پیشگیری کننده حملات میگرنی به کار می‌رود.

## مکانیسم اثر
گیاه موجود در این فراورده‌احتمالاً از طریق مهار آزادسازی گرانولهای حاوی سروتونین از پلاکتها وگلبولهای سفید خون اثر پیشگیری ازمیگرن را ظاهر می‌سازد. همچنین درآزمایشات Invitro عصاره این گیاه موجب مهار آزادسازی پروستاگلاندینها (بامکانیسمی متفاوت از مکانیزم مهارسیکلواکسیژناز) می‌گردد.

## عوارض جانبی
با مصرف این فراورده‌احتمال بروز خشکی و زخم دهان،ناراحتی‌های گوارشی (درد شکمی، سوءهاضمه، تهوع و...) و درماتیت تماسی وجود دارد.